# Édouard Louis

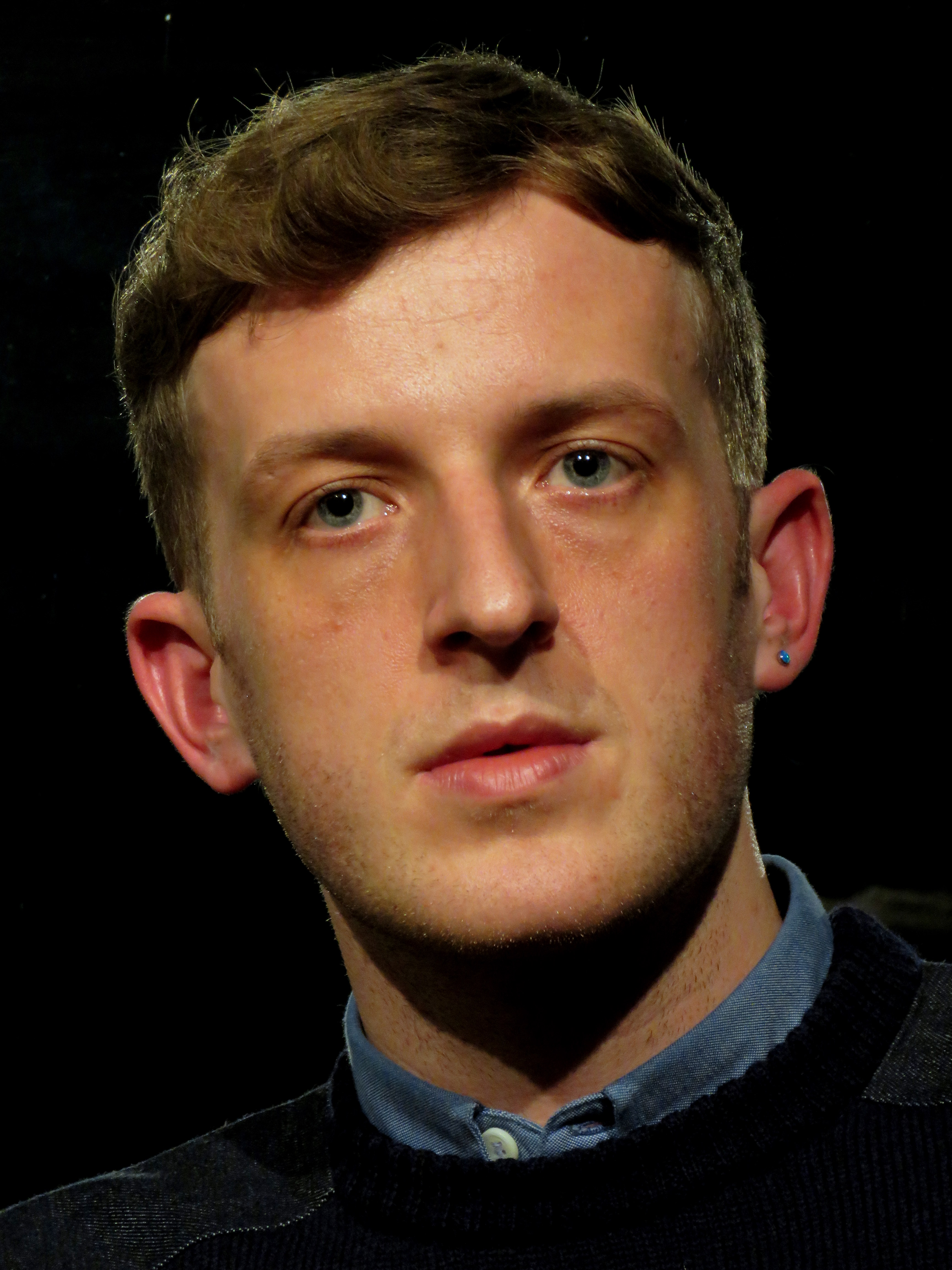
Édouard Louis, 2019

Édouard Louis, născut ca Eddy Bellegueule, (n. 30 octombrie 1992, Hallencourt, Picardie⁠(d), Franța) este un scriitor francez.

## Opere
- Pierre Bourdieu – L'insoumission en héritage. Presses Universitaires de France PUF, Paris 2013, ISBN 978-2-13-061935-2.
- En finir avec Eddy Bellegueule. Seuil, Paris 2014, ISBN 978-2-02-111770-7.
- Histoire de la violence. Seuil, Paris 2016 ISBN 978-2-02-117778-7.
- Qui a tué mon père, Paris 2018, ISBN 978-2-02-139943-1.
- Combats et métamorphoses d'une femme. Éditions du Seuil, 2021.
- Changer: méthode. Éditions du Seuil, Paris 2021.

## Traduceri în limba română
- Sfârșitul lui Eddy Bellegueule, editura Litera, 2018 ISBN 978-6-06-333269-2
- O istorie a violenței, editura Litera, 2019 ISBN 978-606-33-3764-2
- Cine l-a ucis pe tata, editura Litera, traducător Alexandru Matei, 2020 ISBN 978-606-33-6555-3